# Kusunose Akihito
Akihito Kusunose (sinh ngày 4 tháng 12 năm 1986) là một cầu thủ bóng đá người Nhật Bản.

## Sự nghiệp câu lạc bộ
Akihito Kusunose đã từng chơi cho Vissel Kobe và Matsumoto Yamaga FC.